# Fjärde flygeskadern
Fjärde flygeskadern (E 4) var en flygeskader inom svenska flygvapnet som verkade i olika former åren 1945–1966. Förbandsledningen var förlagd i Luleå garnison i Luleå.

## Historik
Fjärde flygeskadern bildades 1945 som en armé, marin och fjärrspaningseskader med fyra flottiljer ingåendes och med dess stab kom att placeras i Stockholm. År 1957 kom den att omlokaliseras till Luleå garnison i Luleå, och blev samtidigt en renodlad spaningseskader. Eskadern avvecklades 1966, ledningen över de ingående flottiljerna kom då att överföras till de olika militärområdena.

## Ingående enheter
Fjärde flygeskadern bestod av de jakt- och spaningsflottiljer som gemensamt skulle genomföra jakt- och spaningsföretag i händelse av krig.

### 1945–1948
| Flottiljer                        | Flygslag                     | Huvudtyper                                 |
| --------------------------------- | ---------------------------- | ------------------------------------------ |
| Roslagens flygflottilj (F 2)      | Marinspaning och sjöräddning | S 17                                       |
| Jämtlands flygflottilj (F 4)      | Arméspaning                  | S 14 Fieseler / S 17                       |
| Södermanlands flygflottilj (F 11) | Fjärrspaning                 | J 9 Seversky / B 3 Junkers / S 14 Fieseler |
| Blekinge flygflottilj (F 17)      | Torped                       | B 3 Junkers                                |

### 1948–1957
| Flottiljer                        | Flygslag    | Huvudtyper                                   |
| --------------------------------- | ----------- | -------------------------------------------- |
| Roslagens flygflottilj (F 2)      | Sjöräddning | T 2 Heinkel / Tp 24 Dornier / Tp 47 Catalina |
| Södermanlands flygflottilj (F 11) | Spaning     | S 18A / B 3 Junkers / S 31 Spitfire          |
| Norrbottens flygbaskår (F 21)     | Spaning     | S 18A / S 26 Mustang                         |
| Reservflygkår                     |             | Sk 16 North American                         |

### 1957–1963
| Flottiljer                        | Flygslag     | Huvudtyper   |
| --------------------------------- | ------------ | ------------ |
| Jämtlands flygflottilj (F 4)      | Jakt         | J 29B Tunnan |
| Södermanlands flygflottilj (F 11) | Fjärrspaning | S 29C Tunnan |
| Norrbottens flygbaskår (F 21)     | Spaning      | S 29C Tunnan |

### 1963–1966
| Flottiljer                        | Flygslag     | Huvudtyper   |
| --------------------------------- | ------------ | ------------ |
| Jämtlands flygflottilj (F 4)      | Jakt         | J 29B Tunnan |
| Södermanlands flygflottilj (F 11) | Fjärrspaning | S 29C Tunnan |
| Norrbottens flygflottilj (F 21)   | Spaning      | S 29C Tunnan |

## Förbandschefer
Befattningen eskaderchef hade tjänstegraden generalmajor, medan ställföreträdande chef innehade tjänstegraden överste.
| Eskaderchefer - 1945–1951: Birger Schyberg - 1951–1954: Torsten Rapp - 1954–1957: Ingvar Berg - 1957–1961: Greger Falk - 1961–1964: Gösta Odqvist - 1964–1966: Åke Mangård - 1966–1966: Nils Personne | Ställföreträdande eskaderchefer - 1957–1959: Gunnar Lindberg - 1960–1966: Gösta Seth |

## Namn, beteckning och förläggningsort
| Fjärde flygeskadern | 1945-??-?? | – | 1966-09-30 |

| E 4 | 1945-??-?? | – | 1966-09-30 |

| Stockholms garnison (F) | 1945-??-?? | – | 1957-??-?? |
| Luleå garnison (F)      | 1957-??-?? | – | 1966-09-30 |